# Rahel Ohm
Rahel Ohm (* 28. Juli 1962 in Berlin) ist eine deutsche Schauspielerin bei Theater und Film.

## Leben
Aufgewachsen ist Ohm in Ost-Berlin bei ihrer Mutter, die 1953 aus München in die DDR gekommen war. Am Berliner Ensemble arbeitete ihre Großmutter Else Wolz als Schauspielerin, ihr Großvater ist der Regisseur Walter Ohm. Ohm arbeitete zunächst als Kindergärtnerin. Ab 1983 absolvierte sie ihr Schauspielstudium an der Rostocker Schauspielschule. Sie wechselte später zur Berliner Hochschule für Schauspielkunst „Ernst Busch“ und arbeitete noch vor Abschluss 1986 bereits am Theater.
Sie gehörte u. a. zum Ensemble des Deutschen Nationaltheaters Weimar, war engagiert am Kleist-Theater Frankfurt (Oder), am Schauspiel Leipzig, am Staatstheater Kassel sowie am Hans Otto Theater Potsdam. Sie arbeitete u. a. mit den Regisseuren Andreas Kriegenburg, Leander Haußmann, Wolfgang Engel, Thomas Bischoff und Armin Petras. Daneben arbeitet sie bei Film und Fernsehen, Theaterprojekten, als Moderatorin, beim Hörspiel und als Synchronsprecherin. So lieh sie beispielsweise 1987 in dem sowjetischen Film … und morgen war Krieg der Schauspielerin Natalja Negoda in der Rolle der Sina ihre Stimme.
Einer ihrer größten Erfolge war 2005 ihr Solo in Oskar und die Dame in Rosa von Éric-Emmanuel Schmitt. 2007 erhielt sie den Roswitha-Ring, den Publikumspreis der Gandersheimer Domfestspiele. 2011 war das Solo-Stück Nichts Schöneres von Oliver Bukowski mit Rahel Ohm für das Theatertreffen nominiert. Rahel Ohm war von 2008 bis 2012 Ensemblemitglied am Schauspiel Stuttgart, seit 2018 arbeitet sie freischaffend. Sie hat eine Tochter.

## Filmografie
- 2001: Familiengeschichten – Montage (Fernsehserie)
- 2002–2003: Anja & Anton (Fernsehserie)
  - 2002: Die Schlangenbändiger
  - 2003: Der Schneckenzirkus
- 2004: Familie Dr. Kleist; Folge: Verschüttet (Fernsehserie)
- 2005: Abschnitt 40; Folge: Vatertage (Fernsehserie)
- 2006: Lucy
- 2006: Nathan der Weise (Fernsehfilm)
- 2007: Der fremde Gast (Fernsehfilm)
- 2008: SOKO Leipzig; Folge: Heile Welt (Fernsehserie)
- 2009: Freunde von früher
- 2011: Festung
- 2015: Tatort – Côte d’Azur
- 2017: Ferien vom Leben (Fernsehfilm)
- 2017: SOKO Stuttgart (Fernsehserie, Folge: Sühne)

## Hörspiele
- 2012: John Stephens: Emerald (Miss Sallow) – Regie: Robert Schoen. Kinderhörspiel (3 Teile) – SWR/WDR